# Иван Доспевски
Иван Димитров Доспевски е български художник-живописец, представител на Самоковската художествена школа. Син е на Димитър Зограф, при когото заедно с братята си Захарий, Никола и Станислав учи иконопис и чиракува.

## Биография
Автор на иконите в църквите „Свети Илия“ в Граница, Кюстендилско (1862 г.), „Свети Архангел Михаил“ в Косача, Пернишко, „Свети Димитър“ в Кюстендил (1867 г.-1869 г.), „Свети Георги“ в Ломница, Кюстендилско (1869), „Успение Богородично“ в Пирот (1870 г.), „Свети Георги“ в Долно село, Кюстендилско (1873), „Свети Теодор Тирон“ в Конопница, Кривопаланско (1874 г.), в Копиловци, Кюстендилско (1875), в Перивол, Кюстендилско (1880), „Успение Богородично“ в Ново село, Видинско (1880 г.), „Свети Георги“ в Колуша, Кюстендилско (1881), в Коняво, Кюстендилско (1881), „Свети Никола“ в Негован, Софийско, в Германския манастир, в Пловдивската семинария и други.
Освен църковната живопис е автор и на портрети на Христо Лекарски, Григор Караманов (1875 г.), Христо Николиев (1883 г.).
Иван Доспевски е първият кмет на Самоков след Освобождението (1878 г.) и депутат в Учредителното народно събрание (1879 г.), в I ВНС и II ОНС.